# Матвийчук, Александр Николаевич
Александр Николаевич Матвийчук (укр. Олександр Миколайович Матвійчук, родился 13 мая 1975 в Киеве) — украинский хоккеист, левый нападающий.

## Карьера
Выступал за киевские команды ШВСМ, АТЕК, «Крыжинка»; российские команды «Металлург» из Новокузнецка, столичные ЦСКА и «Крылья Советов», питерский СКА, пермский «Молот-Прикамье»; североамериканские «Сиэтл Тандербёрдс», «Норт-Бей Сентенниалс», «Толедо Сторм», «Уилинг Нейлерс», «Гринсборо Дженералс», а также за шведскую «Арбогу» и белорусский могилёвский клуб «Химволокно».
В составе национальной сборной Украины сыграл 134 матча, забросил 26 шайб и отдал 35 голевых передач. Выступал на чемпионатах мира 2000, 2001, 2002, 2004, 2005, 2007, 2008, 2009 и 2010.

## Титулы
- Чемпион Украины (2003, 2005, 2006, 2007, 2009).
- Победитель Кубка Украины (2007).